# 綾瀬華穂
綾瀬 華穂（あやせ かほ、1995年3月10日 - ）は日本のアーティスト、女優、バレリーナ。兵庫県出身。

## 来歴
3歳からバレエを習い始め、小学生の頃よりプロのバレエ公演に出演し活躍する。その後ロシアのVaganova Academy of Russian Balletに入学、2015年に同校を卒業。ガリーナ・ウラノワ生誕105周年記念公演ではソリストとして出演、マリインスキー劇場にて踊る。2017年4月イトーカンパニーに文化人として所属、また日本の大学に進学。2019年9月舞台『昔々ルーツ』で女優デビューを果たす。2021年3月大学卒業と同時にイトーカンパニーを退所。芸能活動を休止。2023年9月新たなアーティスト写真を公開。活動名義を綾瀬華穂に改名。

## 人物
- 特技はバレエ、ロシア語。バレエはプロとして世界に通用するほどの腕前でありその技術は本場ロシアの国立学校で習得したためロシア語も身に付いた[1]。
- 弱冠20歳でプロバレリーナ現役続行を断念したが10代の頃より患っていた病の治療に専念するためであった。2023年3月手術の成功を報告し真相を明らかにした。病名は非公表[4]。
- 語学学校に通っており演劇クラスで英語劇に取り組んでいる。役者として出演するほか振付、演出も担当[5][6]。

## 出演

### 主なバレエ公演
- ガリーナ・ウラノワ生誕105周年記念公演 『くるみ割り人形』（2015年1月、マリインスキー劇場）- ソリスト 中国人形役
- 『ロシアバレエ・ガラコンサート』（2015年5月、エルミタージュ劇場）- フェアリードール役
- 堀内元 BALLET FUTURE 2024 〜バレエ『セントルイス・ブルース』by セントルイス・バレエ＆フレンズ〜（2024年5月、めぐろパーシモンホール）選抜日本人ダンサー[7]

### 舞台
- Monogatalina『木馬よ廻って』（2018年8月5日、スターライズタワー）- バク役
- 晩餐ヒロックス『昔々ルーツ』（2019年9月19日-23日、中野ザ・ポケット）- ヒラメ姫役[2]

### テレビ番組
- フルタチさん『山口百恵 最後のヒットスタジオ 涙の熱唱』（2017年6月11日、フジテレビ）
- シャキーン! シャキーン!ミュージック『にほんご音頭』（2017年7月-8月、NHK Eテレ）
- 全力坂（2017年9月12日、テレビ朝日）

### モデル
- 洋服の青山 PERSON’S CLUB 美女Snap+Talk（2017年9月）[8]
- 振袖わらん（2018年）

### ネット配信
- Jinnan Style（2017年6月-2018年8月、FRESH LIVE）